# Stromerius
Stromerius es un género extinto de cetáceo arqueoceto, perteneciente a la familia de los basilosaúridos, que vivió durante el Eoceno Superior en Egipto, en la Formación Qasr El-Sagha, en la zona de El Fayum.
El holotipo (UM 100140) está compuesto de una serie bien preservada de quince vértebras torácicas, lumbares y caudales, más cuatro vértebras adicionales (tres torácicas anteriores y una caudal media) y fragmentos de costillas.